# Lutte aux Jeux africains de 1991
Navigation
Édition précédente Édition suivante
Les épreuves de lutte  aux Jeux africains de 1991 se sont transformées en duel entre l’Égypte et le Nigéria. La première a remporté tous les titres de la lutte gréco-romaine et le Nigéria a répondu en remportant tous les titres de lutte libre. Ce dernier est avantagé par les médailles d’argent (7 contre 5 pour son adversaire).

## Résumé des médailles

### Lutte libre hommes
| Épreuves | Or                 | Argent                     | Bronze                |
| -------- | ------------------ | -------------------------- | --------------------- |
| - 48 kg  | Amos Ojo           | Ahmed Moustafa Hisham      | Amine Benhamadi       |
| - 52 kg  | Joe Oziti          | Rafik Benhamadi            | Herizo Rakotondramasy |
| - 57 kg  | Tebe Dorgu         | Tarek Ibrahim Abdelrahmane | Abdenour Boukhaoua    |
| - 62 kg  | Idris Jimoh        | Ashraf Hanafy              | Pemd Ranadrianaivosoa |
| - 68 kg  | Ibo Oziti          | François Yinga             | Saber Ahmed Hafez     |
| - 74 kg  | Okpamen Egbobamien | Antony Mbume Avom          | Mohamed El-Khodary    |
| - 82 kg  | Enekpede Kumoh     | Emad Hassan                | Djibril Diouf         |
| - 90 kg  | Victor Kodei       | Joseph Rodolfe Landinaff   | Mohamed Abdelmoneim   |
| - 100 kg | Christian Iloanusi | Ali Sayed Gabr             | Jean Byte             |
| +100 kg  | Jackson Bidei      | Mor Wade                   | Mohamed Emad Shaaban  |

### Lutte gréco-romaine hommes
| Épreuves | Or                           | Argent            | Bronze              |
| -------- | ---------------------------- | ----------------- | ------------------- |
| - 48 kg. | Nagib Ahmed Ali              | Isaac Jacob       | Yacine Benzaid      |
| - 52 kg. | Achraf Abdelfattah           | Godswill Tieberi  | Rafik Benhamadi     |
| - 62 kg  | Imed El-Assar                | Winfred Fadagha   | Abdenour Boukhaoua  |
| - 62 kg  | Ahmed Kamel Mohamed          | Igali Baraladei   | Abdelkader Derradji |
| - 68 kg  | Houssem Eldine Moustafa      | Mazouz Bendjedaâ  | George Kolapo       |
| - 74 kg  | Mohamed El-Khodary           | Nacer Tadjer      | Olawale Akala       |
| - 82 kg  | Mohieldine Abdel-Hareth      | Friday Agumenewai | Lotfi Rahmani       |
| - 90 kg  | Moustafa Abdel-Hareth        | Martins Ubaha     | Moustapha Guèye     |
| - 100 kg | Kamel Abdou                  | Karim Boudjemâa   | Anthony Gerome      |
| + 100 kg | Hassen Mahmoud Khalil Haddad | Simon Datok       | Bounama Touré       |

## Tableau des médailles
| Rang | Nation                    | Or | Argent | Bronze | Total |
| ---- | ------------------------- | -- | ------ | ------ | ----- |
| 1    | Nigeria                   | 10 | 7      | 3      | 20    |
| 2    | Égypte                    | 10 | 5      | 4      | 19    |
| 3    | Algérie                   | 0  | 4      | 7      | 11    |
| 4    | Cameroun                  | 0  | 2      | 1      | 3     |
| 5    | Sénégal                   | 0  | 1      | 3      | 4     |
| 6    | Maurice                   | 0  | 1      | 0      | 1     |
| 7    | Madagascar                | 0  | 0      | 2      | 2     |
| 8    | Guinée                    | 0  | 0      | 0      | 0     |
| 8    | Kenya                     | 0  | 0      | 0      | 0     |
| 8    | Mauritanie                | 0  | 0      | 0      | 0     |
| 8    | Namibie                   | 0  | 0      | 0      | 0     |
| 8    | République centrafricaine | 0  | 0      | 0      | 0     |
|      | Total                     | 20 | 20     | 20     | 60    |